# Jüdischer Friedhof (Bad Breisig)

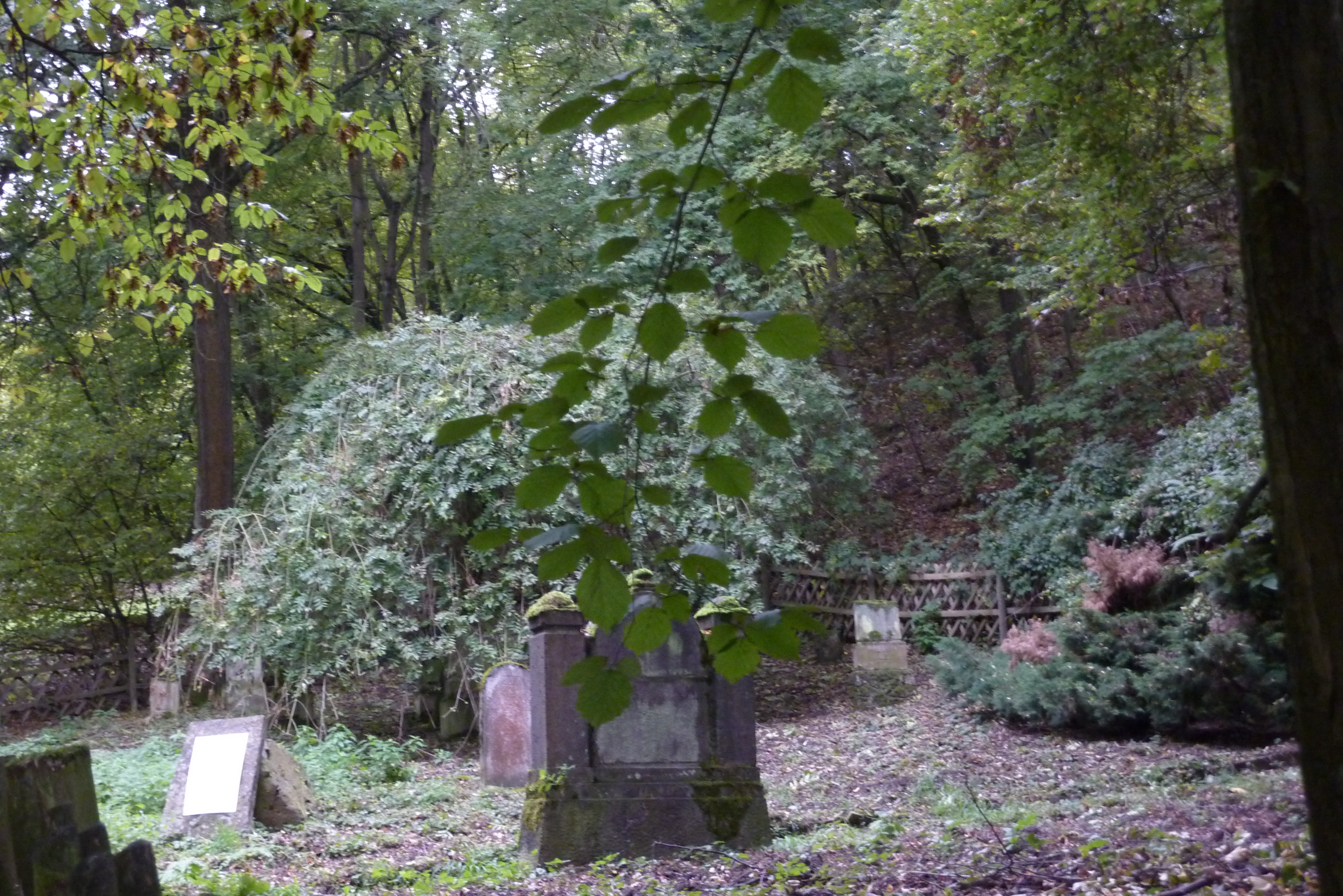
Ansicht des jüdischen Friedhofs in Bad Breisig

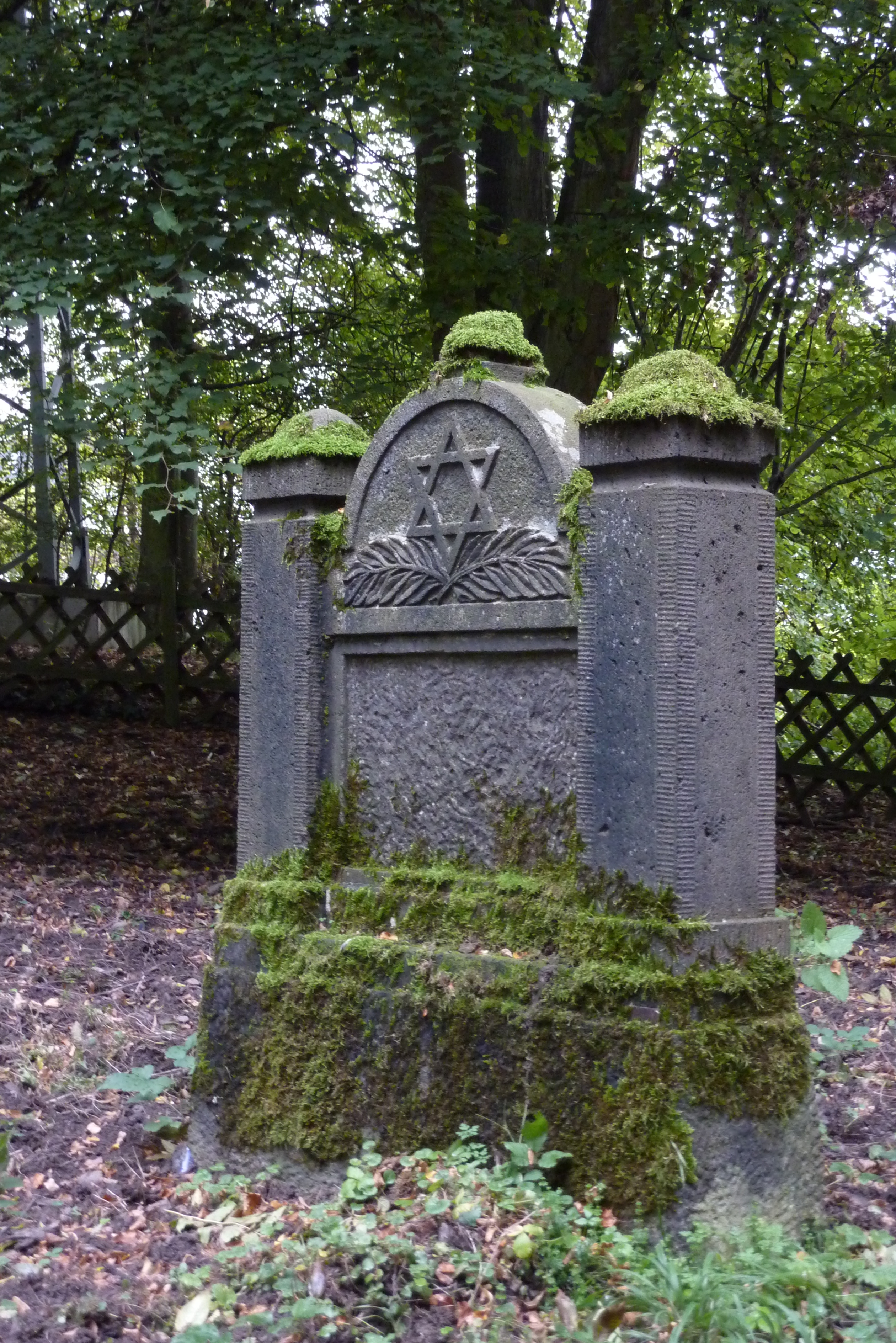
Grabstein mit fehlender Inschriftentafel

Der Jüdische Friedhof in Bad Breisig im Landkreis Ahrweiler im Nordwesten von Rheinland-Pfalz ist ein kleiner Friedhof, der 1878 angelegt wurde. Er ist ein geschütztes Kulturdenkmal.
Der jüdische Friedhof von Breisig liegt nördlich des Ortes am Fuße des Kesselbergs. Der Bonner Universitätsprofessor und spätere preußische Kultusminister Moritz August von Bethmann-Hollweg erwarb 1832 die Burg Rheineck, auf deren Grundstück der alte jüdische Friedhof lag. Er beließ danach fast ein halbes Jahrhundert lang den alten jüdischen Friedhof und gestattete auch weiterhin die Beisetzungen. Erst 1876 schlug er vor, künftige Bestattungen auf einem neu anzulegenden und besser zugänglichen Friedhof vorzunehmen. Für den Kauf bot er als Geschenk 150 Mark an, um das benötigte Areal zu erwerben. Die jüdische Gemeinde ging auf diesen Vorschlag ein und ließ den neuen Friedhof anlegen, der 1878 zum ersten Mal belegt wurde. Heute befinden sich auf dem 5,74 ar großen Friedhof nur noch circa zehn Grabsteine. 
Die letzte durch einen Grabstein belegte Beisetzung fand 1925 statt. Eine spätere, durch Zeitzeugen belegte Beisetzung war die von Adolf Feit aus Oberbreisig am 4. März 1939. Albert Feit und seine Frau Helene flüchteten in die Anonymität Kölns – was sie nicht rettete. Adolf Feit beging Suizid. Eine kleine Gruppe jüdischer Freunde bestattete ihn ohne jede Tafel und Markierung der Grabstelle. Den Sarg lieferte die Firma Kindler.